# Epione fulva
Epione fulva är en fjärilsart som beskrevs av Edward Alfred Cockayne 1934. Epione fulva ingår i släktet Epione och familjen mätare. Inga underarter finns listade i Catalogue of Life.